# Gösta Sandström
Karl Gösta Sandström, född 7 juni 1917 i Karlskoga församling, Örebro län, död 11 oktober 2005 i Danderyds församling, Stockholms län, var en svensk nyckelharpist och riksspelman. 

## Biografi
Sandström studerade vid Ytterbyskolan i Roslags-Näsby. Han var med och bildade Täby spelmansgille. Sanström blev 1964 musiklärare på Musikskolan i Täby och senare dess rektor.

## Diskografi
- 1970 – Spelmanslåtar från Uppland. Tillsammans med Eric Sahlström.[6]

- 1973 – Låtar från Uppland. Tillsammans med Eric Sahlström.[7]

## Utmärkelser
- 1948 – Zornmärket i silver med kommentaren "För utmärkt spel och goda låtar".[8]
- 1974 – Zornmärket i guld med kommentaren "För ypperligt spel av upplandslåtar på nyckelharpa".